# 압둘 라흐만 무니프
압둘 라흐만 무니프(아랍어: عبد الرحمن منيف, 1933년 5월 29일 요르단 암만 ~ 2004년 1월 24일 시리아 다마스쿠스)는 사우디아라비아의 작가, 소설가이다.

## 생애
요르단 암만에서 사우디아라비아인 아버지와 이라크인 어머니 사이에서 태어났다. 1952년 이라크 바그다드로 이주한 뒤부터 법학을 배웠으며 나중에 이집트 카이로로 이주하게 된다. 프랑스 파리 소르본 대학교에서 법학을 전공했고 베오그라드 대학교 경제학부에서 석유경제학과 박사 학위를 취득했다. 이라크 바트당에 입당한 이후에는 이라크 석유부에서 근무했다.
1970년대에 이라크 석유부를 떠나면서 이라크 바트당을 탈퇴했다. 시리아 다마스쿠스로 이주하면서부터 작가로 활동했으며 15편의 소설을 집필했다. 그의 소설들은 중동의 엘리트들, 특히 사우디아라비아의 엘리트들을 풍자하는 내용이 담겨 있다. 이 때문에 사우디아라비아에서는 그가 집필한 저서들의 출판이 금지되었고 사우디아라비아 정부로부터 사우디아라비아 국적을 박탈당했다.
문학 활동 말기에는 제국주의에 반대하는 내용이 담긴 논픽션 작품을 발표했다. 이라크의 사담 후세인 대통령에 대한 반대 입장을 표명하는 한편 2003년 이라크 침공을 강하게 비판하는 내용의 글을 집필했다.